# The Edgar Broughton Band
The Edgar Broughton Band ist eine 1968 in Warwick (England) gegründete britische Rockband, deren Musik sich stilistisch zwischen Heavy Metal, Hard-Rock, Psychedelic-, Blues-, Progressiv-, Alternative- und Classic-Rock bewegt.

## Geschichte
Schon 1966 machten Edgar Broughton (* 27. Oktober 1947 in Warwick, England), sein Bruder Steve Broughton (* 20. Mai 1950), Arthur Grant (* 14. Mai 1950, Leamington Spa, England) und Victor Unitt (* 5. Juli 1946) als Edgar Broughton Blues Band erste Aufnahmen, doch keine Plattenfirma wollte sie veröffentlichen.
Ende 1968 siedelte die Band nach London um und konnte dort durch den Musikverlag Blackhill Enterprises, der damals auch Pink Floyd betreute, im Dezember 1968 einen Schallplattenvertrag bei Harvest Records abschließen. Sie verkürzte ihren Namen auf The Edgar Broughton Band und avancierte ohne Unitt, der kurz zuvor ausgestiegen war, zu einer der Leitfiguren des englischen Politrocks. Die erste Singleveröffentlichung der Band im Juni 1969 mit Evil / Death of an Electric Citizen war zugleich auch die erste Veröffentlichung des Labels Harvest überhaupt. Das von Peter Jenner produzierte Debütalbum Wasa Wasa folgte im Juli 1969.
Zusammen mit Art Grant am Bass und seinem Bruder Steve Broughton am Schlagzeug stieß Broughton auf Gratiskonzerten fortan seinen Kriegsruf aus: „Out, Demons, Out!“ Mit diesem monoton-repetitiven Song wollte Edgar Broughton nach eigener Aussage die Zuhörer zu einer Einheit zusammenschweißen und die „Schweine-Mentalität“ aus allen austreiben. Ähnlich klangen in der Anfangszeit auch seine anderen Lieder und Parolen.
Broughton-Fans verlangten von der Gruppe, kostenlos aufzutreten. Broughton selbst erkannte aber bald, dass sich Gratiskonzerte auf die Dauer nicht aufrechterhalten ließen. Ein Teil der Fans wandte sich, als Eintrittsgelder gefordert wurden, von der Band ab oder rief gar zu Boykotten auf.
Zweimal konnte sich die Gruppe in den offiziellen UK-Single-Charts platzieren. Out Demons Out erreichte im April 1970 Platz 39, im Frühjahr 1971 kam Apache Drop Out nach mehreren Anläufen bis auf Rang 33. Der Song ist eine Collage aus dem Instrumentalklassiker Apache von der Gruppe The Shadows (1960) und Captain Beefhearts Dropout Boogie von seinem 1967er Album Safe as Milk. Apache Drop Out war auch in Deutschland ein kleiner Singlehit (Platz 42). Das zweite Studioalbum Sing Brother Sing aus dem Jahr 1970 kam bis auf Platz 18 in Großbritannien.
1971 wandte sich die Band vom rabiaten Politrock ab und als zweiter Gitarrist kam Victor Unitt, der zwischenzeitlich bei The Pretty Things spielte, wieder zurück zur Band. Von der dritten LP The Edgar Broughton Band an, die 1971 Platz 28 in den britischen LP-Charts erreichte und zu den überzeugendsten Aufnahmen der Edgar Broughton Band zählt, produzierte die Band differenziertere Klänge. Das als „Schlachthausplatte“ bekannte Album zeigt auf dem umstrittenen Cover an Haken aufgehängte Tierteile und dazwischen einen menschlichen Torso in einem Schlachthof.
Die Politparolen verschwanden weitgehend, an deren Stelle traten in den Texten private Themen oder Umweltprobleme. Die Musik wurde mit Streicherarrangements, Folkelementen und Chören angereichert, wie beim Titel Evening Over Rooftops. Der damals noch weitgehend unbekannte Mike Oldfield steuerte einige Passagen auf dem Titel Thinking of You bei. Steve Broughton unterstützte im Gegenzug Oldfield auf dessen 1973 erschienenem Werk Tubular Bells am Schlagzeug. Aus dieser Zeit stammt auch die als Single erschienene Ballade Hotel Room, eines der bis heute bekanntesten Stücke der Edgar Broughton Band.
In Side Out, im Juli 1972 veröffentlicht, konnte nicht an den vorigen Erfolg anknüpfen, und nach Fertigstellung des fünften Albums Oora 1973 verließ Unitt wieder die Band. Er wurde durch John Thomas ersetzt, der allerdings nach Bandages (1975) schon wieder ausstieg, seinen Platz nahm Terry Cottam ein. In dieser Besetzung entstand 1976 noch das Livealbum Live Hits Harder, das aber erst 1979 veröffentlicht wurde. Nach diesen Aufnahmen fiel die Gruppe zunächst auseinander. 1979 vereinigten sich die Broughton-Brüder mit Arthur Grant wieder und brachten unter dem Namen The Broughtons die LP Parlez-Vous English? heraus. Als Musiker waren darüber hinaus Tom Norden, Pete Tolsen (beide Gitarre) und Richard DeBastion als Keyboarder beteiligt. Auf dem 1982er Album Superchip – The Final Silicon Solution?, wieder als The Edgar Broughton Band veröffentlicht, waren neben den beiden Broughtons und Grant wiederum Tom Norden sowie der Keyboarder Dennis Haines zu hören.
Seitdem veröffentlichte die Edgar Broughton Band keine Studioalben mehr. Während der 1980er und 1990er Jahre tourte die Band unregelmäßig und reformierte sich 2006 für eine Tour durch Großbritannien und Deutschland. Dabei entstand die erste Live-DVD im Rockpalast des WDR.

## Diskografie

### Studioalben
- Wasa Wasa (1969)
- Sing Brother Sing (1970)
- Edgar Broughton Band (1971)
- In Side Out (1972)
- Oora (1973)
- Bandages (1975)
- Parlez-Vous English? (1979) (als The Broughtons)
- Superchip – The Final Silicon Solution? (1981)

### Livealben
- Live Hits Harder (Aufnahme 1976, Veröffentlichung 1979)
- Chilly Morning Mama – Live (1998)
- Demons at the Beeb (2000)
- Keep Them Freaks a Rollin’ – Live at Abbey Road, December 1969 (2004)
- Live at Rockpalast 2006 (2008)
- Gone Blue – The BBC Sessions (2024, 4 CDs)

### Kompilationen
- A Bunch of 45s (1975)
- The Legendary Edgar Broughton Band (1984)
- Out Demons Out – The Best of the Edgar Broughton Band (1986)
- As Was: The Best of the Edgar Broughton Band (1988)
- Classic Album and Single Tracks 1969–1973 (1992)
- The Very Best of the Edgar Broughton Band – Out Demons Out! (2001)
- The Harvest Years 1969–1973 (4 CDs/Box-Set) (2011)

### Singles
- Evil / Death of an Electric Citizen (1969)
- Out Demons Out / Momma’s Reward (1970)
- Up Yours! / Officer Dan (1970)
- Apache Drop Out / Freedom (1970)
- Hotel Room / Call Me a Liar (1972)
- Gone Blue / Someone / Mr. Crosby (1972)

### Videoalben
- Live at Rockpalast 2006 (2006)